# Isabel de França i de Provença

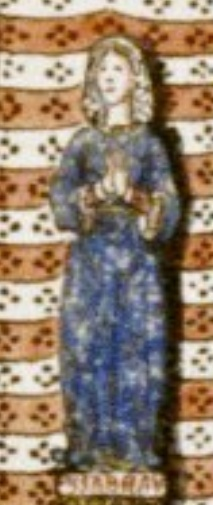
Isabel de França.

Isabel de França i de Provença (1241 - Hieres 1271), princesa de França i reina consort de Navarra (1255-1270).

## Orígens familiars
Nasqué el 2 de març de 1241 sent la segona filla del rei Lluís IX de França i Margarida de Provença. Per línia paterna era neta de Lluís VIII de França i Blanca de Castella, i per línia materna del comte Ramon Berenguer V de Provença i Beatriu de Savoia. Fou germana del rei Felip III de França.

## Núpcies i descendents
Es casà el 1258 a Melun amb el rei Teobald II de Navarra, comte de Xampanya. D'aquest matrimoni, però, no hi hagué fills.
Teobald II morí el 1270 en el seu retorn de Terra Santa de participar en la Vuitena Croada. Isabel de França morí el 17 d'abril de l'any següent a la localitat de Hieres.
Persones de les croades